# Visa Inc.
A Visa vagy hivatalosan Visa Inc. egy pénzügyi vállalat, fő profiljuk a bankkártyák kiadása. Székhelyük a kaliforniai Foster City-ben található., vezérigazgatója Alfred C. Kelly. Visa Electron és Visa Debit néven egyéb bankkártyákat is gyártanak.

## Története
1958-ban alapította meg a Bank of America a vállalat elődjét, "BankAmericard" néven. Az ötlet Joseph P. Williams bankár fejéből "pattant ki". Eredetileg csak Kalifornia számára szánták a kártyát, de az 1966-ban alapított MasterCharge (későbbi MasterCard) részéről való "nyomás" hatására az egész világon elkezdtek terjeszkedni. 1976 óta Visa néven működnek. Dee Hock alapító szerint azért, mert a nevet az egész világon könnyen ki lehet ejteni. A cég korábban több részre volt szakadva, tehát Amerikában és Európában két különböző vállalat felelt a kártyák megjelentetéséért, de 2016 óta egy cégként tevékenykednek. 2008 óta nyilvános részvénytársaságként (angolul public company) működnek. A rivális MasterCard céghez hasonlóan a Visa is korábban egy bankok által birtokolt szövetkezet volt, mielőtt nyilvános részvénytársaság lett.

## Szponzoráció
A Visa több sporteseményt is szponzorál, leginkább az olimpiai játékok hivatalos támogatójaként ismert, amely 1986 óta zajlik.